# Кандиль Синап

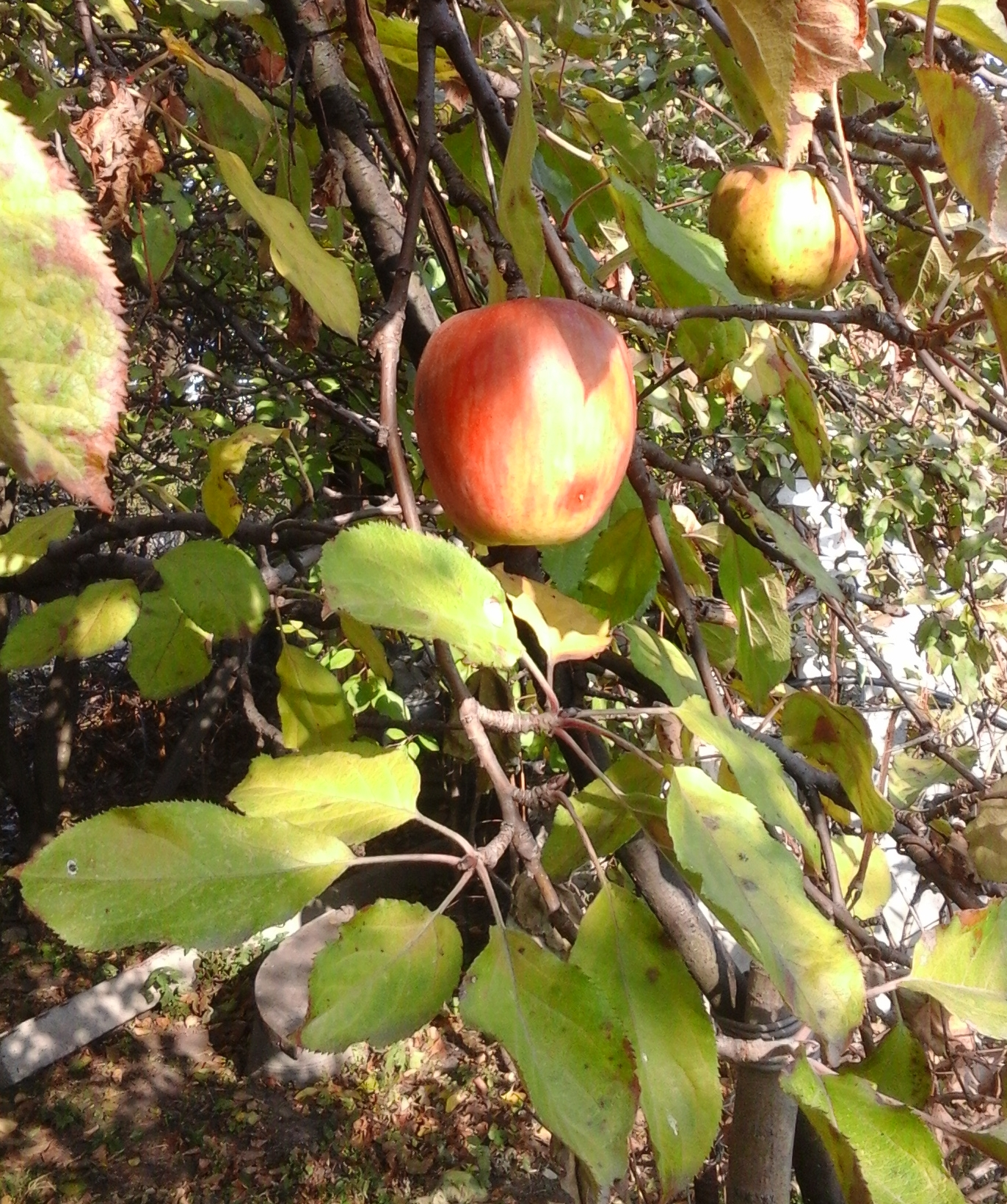
Плоди на дереві. Київська область, 2015

Сина́п Канди́ль (лат. Sinap kandille; синоніми: Кандиль, Кандиль Синап) — кримський сорт яблуні домашньої з групи синапів, середньо-пізнього терміну дозрівання.

## Походження та історія сорту
Левко Симиренко наводить думку про те, що сорт був завезений до Криму ще за ханських часів з околиць Синопу, але сумнівається у цьому, бо в описі Палласа кінця 18 ст. сорт не зустрічається, а, отже, він з'явився там пізніше .
Походження сорту невідоме, за найпоширенішою версією сорт отримано шляхом випадкової мутації під час висіву насіння спорідненого сорту Сари синап. Раніше становив до 8 % яблуневих садів Криму, проте згодом був витіснений продуктивнішими європейськими та американськими сортами. Нині промислово не вирощується. Сорт є історичною та культурною спадщиною кримськотатарського народу. 

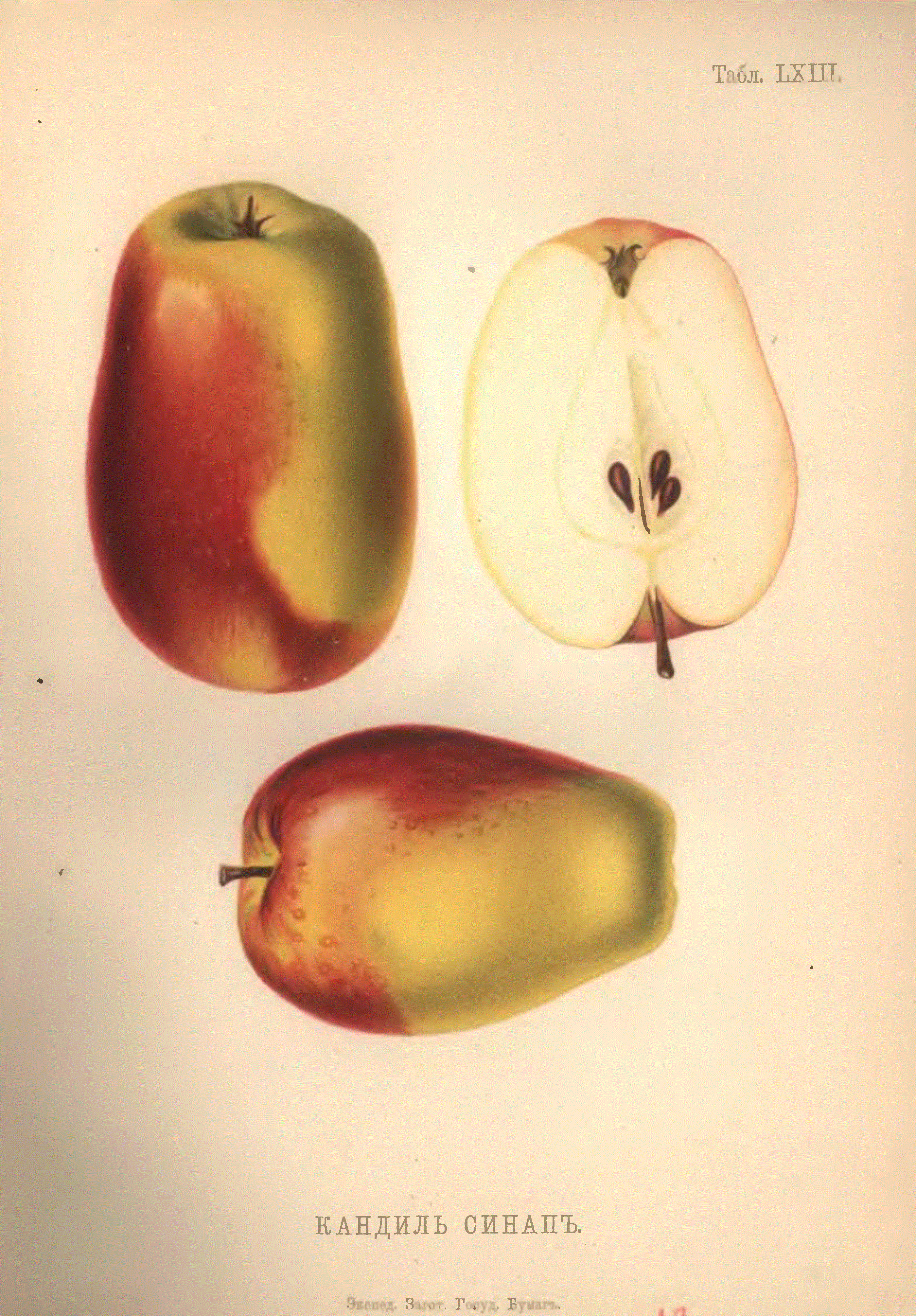
Кандиль Синап. «Атлас плодов», 1906

На основі Кандиль Синапу І. В. Мічуріним був виведений сорт Кандиль-китайка, одержаний  шляхом схрещування з китайською яблунею.

## Опис
Середньопізній зимовий сорт, плоди крупні або середньої величини, подовжено-циліндричної форми, злегка звужуються біля чашечки, вага 120—140 г, зі щільною шкіркою жовтаво-зеленого або жовтого кольору з карміново-яскраво-червоним бочком на сонячній стороні, плодоніжка тонка, довжиною 12—15 мм. Дерева сильнорослі, крона вузькопірамідальна, рослині, для гарного росту, потрібне захищене від вітру місце. Перші плоди з'являються на 15-й рік після посадки, плодоносить раз на 2—3 роки, плоди ніжні, потребують обережного ставлення під час збору і транспортування: кожне яблуко обмотують папером, кожний ряд (не більше 4-х) перекладають тонкою стружкою. Дорослі рослини плодоносять рясно — 200—300 кг з одного дерева, а за свідченням відомого помолога Льва Платоновича Симиренка, в 1883 році в Криму з одного дерева зібрали врожай 87 пудів (1392 кг).

## Кулінарне застосування
Кандиль Синап традиційно споживали у свіжому вигляді. У кримськотатарській кухні замочували зі зеленню (турша) або використовували як начинку для випічки. Для приготування Фулту - рулету з яблуками, гарбузом та родзинками необхідно дуже тонко розкатати прісне листкове тісто, змастити його топленим маслом. Для начинки, яблука та гарбуз натерти на “бурякову” тертку, змішати з родзинками та цукром. Розподілити начинку по всій поверхні тіста та акуратно згорнути тісто в рулет. На холодний лист викласти рулет у формі равлика та змастити топленим маслом чи яйцем. Поставити у розігріту духовку та випікати при 180°C 30-40 хв. Традиційно фулту готували на свято нового року, яке в Криму мало назву Йил Баш (на Південному узбережжі — Календа) і відзначалося 22 грудня, в день зимового сонцестояння.